# Anna Nazarenko
Anna Serhijiwna Nazarenko z d. Kudakowa (ur. 28 stycznia 1988 w Połtawie) – ukraińska siatkarka, grająca na pozycji środkowej, posiadająca azerskie obywatelstwo, reprezentantka Azerbejdżanu. W sezonie 2013/2014 występowała w klubie PGNIG Nafta Piła. W sezonie 2014/2015 występowała we włoskiej Serie A1 siatkarek w drużynie Volley 2002 Forlì.

## Kluby
| Klub              | Lata gry  |
| ----------------- | --------- |
| Chimik Jużne      | 2008–2009 |
| Kruh Czerkasy     | 2009–2011 |
| Lokomotiv Baku    | 2011–2013 |
| PGNIG Nafta Piła  | 2013–2014 |
| Volley 2002 Forlì | 2014–2015 |
| Béziers VB        | 2015–2016 |
| Békéscsabai RSE   | 2016–2017 |

## Osiągnięcia
- Mistrzostwo Ukrainy 2008/2009 (z drużyną Chimik Jużne)